# Enicospilus liesneri
Enicospilus liesneri là một loài tò vò trong họ Ichneumonidae.